# Allium armerioides
Allium armerioides là một loài thực vật có hoa trong họ Amaryllidaceae. Loài này được Boiss. mô tả khoa học đầu tiên năm 1846.